# Domenico Pedrazzi
Domenico Pedrazzi (* 25. November 1815 in Cerentino; † 5. März 1859 in Mailand) war ein Schweizer Anwalt, Politiker, Tessiner Grossrat, Staatsrat und Ständerat.

## Biografie
Domenico Pedrazzi war Sohn des Appellationsrichters Filippo Maria und seiner Frau Maddalena geborene Bassi. Er blieb Ledig und studierte Rechtswissenschaft in Besançon. Im Jahr 1843 erhielt er die Anwalts- und Notarpatent, von 1844 bis 47 war er Staatsanwalt des Bezirks Vallemaggia. Als Militär im Jahr 1840 war er Hauptmann, dann nahm am Sonderbund-Feldzug (1847) und am ersten Italienischen Unabhängigkeitskrieg teil. (Aufstand von Mailand); Adjutant des künftigen Generals Antonio Arcioni 1848 und Oberstleutnant im Jahr 1853. 
Als Liberale radikale war er Abgeordneter des Tessiner Grossrats von 1848 bis 1859 (Präsident 1855), Ständerat von 1849 bis 1850 und von 1853 bis 1854, sowie Staatsrat von 1855 bis 1858. Im Jahr 1855 als Freidenker beteiligte er sich an der Zerstörung der Tipografia del Gottardo in Faido.